# Masuda Takashi
Pour les articles homonymes, voir Masuda (homonymie).
Masuda Takashi est un nom japonais traditionnel ; le nom de famille (ou le nom d'école), Masuda, précède donc le prénom (ou le nom d'artiste).
Le baron Masuda Takashi (益田 孝), né le 12 novembre 1848 sur l'île de Sado au Japon et mort à l'âge de 90 ans le 28 décembre 1938, est un entrepreneur japonais responsable de la transformation du groupe Mitsui en zaibatsu. Il est également le fondateur du journal Chugai Shōgyō Shimpō (中外商業新報), plus tard renommé Nihon keizai shinbun.

## Biographie
Masuda Takashi est né sur l'île de Sado (actuelle préfecture de Niigata) d'un père soutien du shogunat Tokugawa, servant en tant que Hakodate bugyō, un poste impliquant de négocier avec des étrangers. Durant la période du Bakumatsu (1853-1867), le consul général américain Townsend Harris loge au Zenpuku-ji à Azabu et Masuda lui sert d'interprète à 14 ans. 
Masuda accompagne Ikeda Nagaoki lors de l'infructueuse deuxième ambassade japonaise en Europe de 1863 pour négocier l'annulation de l'ouverture du port de Yokohama. De retour au Japon, il étudie l'anglais à l'école Hepburn (actuelle université Meiji Gakuin).
En 1871, après la restauration de Meiji, Masuda entre au ministère du Trésor grâce à son amitié avec Inoue Kaoru. Il devient maître de la Monnaie mais démissionne en 1873. L'année suivante, il fonde la compagnie commerciale Senshu Kaisha à Yokohama avec le soutien d'Inoue. En 1876, à 29 ans, Masuda est nommé président de la société Mitsui et contribue à sa transformation en zaibatsu. L'entreprise devient rapidement dominante dans le marché de l'exportation de vêtements de soie, de fil, de coton, de charbon et de riz et dans l'importation de produits industriels et d'armement.
Masuda négocie avec le ministère du Commerce et de l'Industrie pour acquérir la mine de charbon Miike à un prix très favorable, lorsque le gouvernement décide de se départir de ses industries. Elle devient la filiale minière du groupe Mitsui en 1889 avec Dan Takuma pour président. En 1900, Masuda fonde la compagnie sucrière de Taïwan (en), ce qui marque le début de l'expansion du groupe Mitsui vers les territoires extérieurs du Japon. Dans les années 1910, la société devient la plus importante compagnie commerciale du Japon, réalisant presque 20 % du commerce total japonais.
Masuda prend officiellement sa retraite en 1913 et se consacre par la suite à la pratique de la cérémonie de thé japonaise. Il possède des résidences à Odawara et Kamakura, où il accueille des cérémonies du thé. En 1918, il est élevé au rang de baron (danshaku) selon le système de pairie kazoku.
Masuda meurt en 1938 et est inhumé au Gokoku-ji à Tokyo.
La sœur de Masuda, Uryū Shigeko, accompagne Tsuda Umeko aux États-Unis et consacre sa vie avec elle à améliorer l'éducation des femmes au Japon. Son fils, Tarokagyu Masuda, est un célèbre dramaturge. Masuda Takashi joue comme acteur dans le film Odoru ryū kyūjō (en) de 1949.